# Floating Through Space
"Floating Through Space" is een nummer van de Australische zangeres Sia en de Franse DJ David Guetta. Het nummer werd op 4 februari 2021 uitgebracht door Monkey Puzzle en Atlantic Records als de eerste promotiesingle van Sia's negende studioalbum Music - Songs from and Inspired by the Motion Picture. "Floating Through Space" werd kort daarna uitgebracht als single.

## Achtergrond
Sia kondigde de release aan van "Floating Through Space" op 3 februari 2021, de dag voordat het werd uitgebracht. Oorspronkelijk uitgebracht als een promotiesingle, werd het op 19 februari 2021 geleverd aan de hedendaagse hitradio in Italië. Het is Sia's zevende nummer met Guetta dat als officiële single wordt uitgebracht, na "Titanium", "She Wolf (Falling to Pieces)", "Bang My Head", "Helium", "Flames" en "Let's Love", en tiende samenwerking in het algemeen.
"Floating Through Space" werd geschreven door Sia en veelvuldige medewerker Greg Kurstin, is een dancepop-nummer met elektrische, vrolijke synthesizer. Het heeft een opbeurende sfeer en inspirerende, eenvoudige teksten; "Je hebt het door een andere dag gehaald" wordt in de hele track herhaald. Het nummer lijkt meer op Sia's stijl van popmuziek dan haar eerdere samenwerkingen met David Guetta.

## Videoclip
De videoclip van "Floating Through Space" werd geregisseerd door Lior Molcho en uitgebracht op 4 februari 2021. In de video laten drie skateboaders, elk met een van Sia's kenmerkende zwart-witpruiken, hun ogen versluierend, hun bewegingen laten zien in een skatepark.

## Bezetting
- Sia Furler - songwriter, zang
- Greg Kurstin - songwriter, producer, keyboards, engineer
- David Guetta - producer, mixer
- Mike Hawkins - producer
- Toby Green - producer
- Julian Burg - engineer

## Hitnoteringen
In Nederland kwam het nummer in de Nederlandse Top 40 binnen op 13 februari 2021 en werd het die week gekozen als  Alarmschijf door Qmusic. Het nummer behaalde in de Nederlandse Top 40 als hoogste notering plaats 8. In Vlaanderen kwam het nummer niet verder dan plaats tip 2 in de Vlaamse Ultratop-hitlijst.